# Semicha

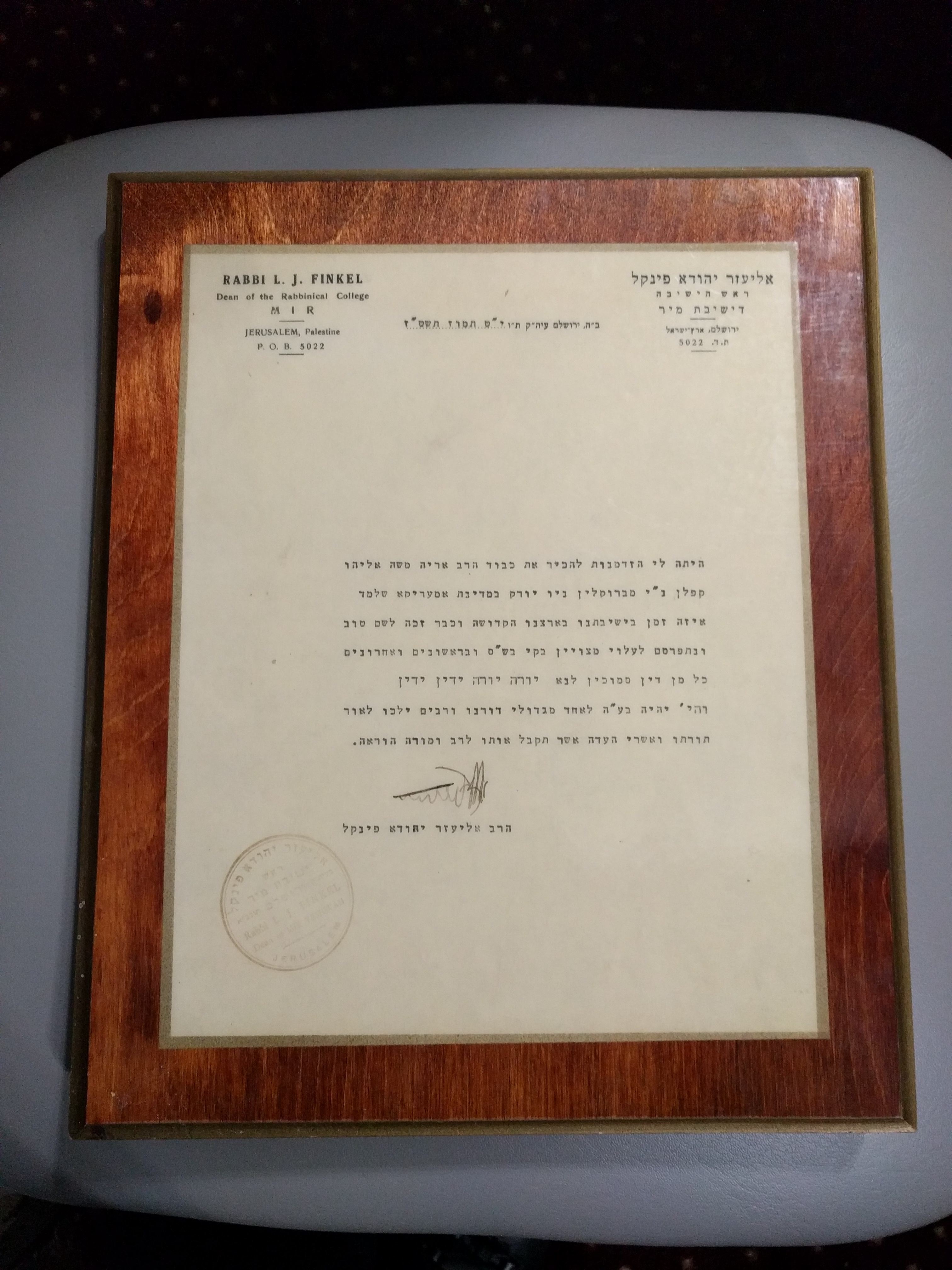
Beispiel eines Semicha-Diploms

Semicha, auch Semichah und Smicha, (hebräisch סְמִיכָה, AHL sĕmiḵa ‚Auflegen (der Hände)‘, im Hebräischen auch סְמִיכָה לְרַבָּנוּת, AHL sĕmiḵa lĕ-Rabbanuṯ ‚rabbinisches Auflegen‘ oder סְמִיכוּת, AHL sĕmiḵuṯ ‚Auflegung‘) bezeichnet im Judentum einerseits die formelle Ordination als Rabbiner. Durch die Semicha wird die Berechtigung zugesprochen, gültige Entscheidungen in Fragen des Religionsgesetzes, der Halacha, zu treffen. Andererseits wird damit das Auflegen oder Aufpressen der Hände auf ein Opfertier im בֵּית־הַמִּקְדָּשׁ Bet HaMikdasch, deutsch ‚Jerusalemer Tempel‘ bezeichnet. Ferner werden Semichot als Nachweis der Qualifikation für bestimmte religiöse Tätigkeiten und Funktionen vergeben.

## Ursprung
Das Auflegen der Hände konstituiert eine Kette von Übertragung von (Lehr-)Autorität, die bei Moses und den 70 Ältesten beginnt. Die betreffende Stelle lautet:

„Da sprach der Herr zu Mose: Versammle siebzig von den Ältesten Israels vor mir, Männer, die du als Älteste des Volkes und Listenführer kennst; bring sie zum Offenbarungszelt! Dort sollen sie sich mit dir zusammen aufstellen. Dann komme ich herab und rede dort mit dir. Ich nehme etwas von dem Geist, der auf dir ruht, und lege ihn auf sie. So können sie mit dir zusammen an der Last des Volkes tragen und du musst sie nicht mehr allein tragen.“

Eben dieses Auf(er)legen, diese (Last-)Übertragung meint die hebräische Wurzel von Semicha. Nach gängiger Meinung jüdischer Autoritäten ist die Übertragungskette, die bei Moses ihren Anfang hatte, irgendwann in der Zeit des Hillel haNasi im 4. Jahrhundert erloschen.
Einer Aussage des Maimonides entsprechend, der zufolge eine einstimmige Bestätigung durch alle Weisen in Israel eine der ursprünglichen Semicha entsprechende Vollmacht geben und dadurch die Kette der Übertragungen wieder restituieren könne (Hilchot Sanhedrin 4:11), hat es im Laufe der Zeit einige Versuche gegeben, die ursprüngliche Semicha wiederherzustellen.
Im Mittelalter kam wieder (wohl unter dem Einfluss christlicher Universitäten) die Praxis auf, Semicha nicht nur durch Handauflegung zu geben, sondern durch ein geschriebenes Dokument, entsprechend einem Diplom. Diese Praxis war zuvor schon unter den Geonim, den Führern des babylonischen Judentums, üblich gewesen.

## Semicha des israelischen Oberrabbinats
Das Oberrabbinat des Staates Israel erteilt drei Arten der Semicha für Personen, die die entsprechenden Prüfungen abgelegt haben:
- Jore Jore – Prüfungen über die Halachot (Gesetze) von Schabbat, Eruv, Nidda, Mikwe, Kaschrut, sowie die Trauergesetze
- Rav Ha-Ir (Stadtrabbiner) – Prüfungen über die restlichen Gesetze im Teil Orach Chajim und Jore Dea des Schulchan Aruch, die heutzutage relevant sind
- Jadin Jadin – Prüfungen über die Halachot aus dem Finanzbereich (enthalten im Teil Choschen Mischpat des Schulchan Aruch), sowie Heirats- und Scheidungsrecht (enthalten im Teil Even haEser des Schulchan Aruch). Bei Abschluss der „Jadin Jadin“–Prüfung wird der Titel Dajan (hebr. Richter) verliehen.

## Semicha im Opferdienst
In einer weiteren Bedeutung bezeichnete Semicha im Tempeldienst das Auflegen oder Aufpressen der Hände auf das Opfertier, wodurch sinnbildlich die Sünden des Opfernden über dem Tier bekannt und ausgesprochen wurden.

## Varianten
Es ist nicht ungewöhnlich, dass ein Rabbiner mehrere Zertifikate besitzt, wobei jedes Semicha einen bestimmten Bereich der Halacha abdeckt. Eine Zertifizierung mit ähnlichen Tests ist erforderlich, um sich als Schochet (Schächter), Menaker (Entferner verbotener Fleischbestandteile), Maschgiach (Kontrolleur), Mefakeach (Oberaufseher), Mohel (Beschneider) oder Sofer (Schreiber) zu qualifizieren. Diese beinhalten wichtige  praktische Anteile und erfordern daher eine umfangreiche besondere Ausbildung. Darüber hinaus werden Semichot für einen סמיכה לחזנות (Chasan (Kantor)) und הסמכת מגיד (Maggid, Wanderprediger) vergeben.

## Semicha für Frauen
Frauen steht die Semicha im Liberalen (oder Progressiven) und Konservativen Judentum offen, während sie Frauen im orthodoxen und ultraorthodoxen Judentum nicht möglich ist.

## Situation in Deutschland
Im deutschen Judentum werden Rabbiner durch eine Semicha nach einem wissenschaftlichen Studium oder einer Ausbildung an einer Talmudschule in ihr Amt eingesetzt. Dieses Studium erfolgt seit 1999 für das liberale Judentum  am Abraham-Geiger-Kolleg und seit 2013 für das konservative Judentum am Zacharias Frankel College, beides An-Institute der School of Jewish Theology der Universität Potsdam. Ausbildungsort für orthodoxe Rabbiner ist das 2009 wiedergegründete Rabbinerseminar zu Berlin.
Am 13. und 14. September 2006 wurden in der Neuen Synagoge in Dresden zum ersten Mal seit dem Ende des Zweiten Weltkrieges wieder liberale Rabbiner in Deutschland ordiniert. Die erste Ordinationsfeier in Deutschland fand für das orthodoxe Judentum am 2. Juni 2009 in München in der Synagoge der Israelitischen Kultusgemeinde München und Oberbayern statt.

## Anmerkung
1. ↑  Übersetzung: Ich habe die Ehre, Rav Aryeh Moshe Eliyahu Kaplan – aus Brooklyn, New York in Amerika – zu bestätigen, dass er eine Zeit lang in unserer Yeshiva im Heiligen Land (Israel) gelernt hat und sich einen guten Namen als Genie, Experte in der ש״ס Vilna Edition Schas, ראשונים Rishonim und אחרונים Acharonim gemacht hat. Einem solchen kann die Semicha verliehen werden: יורה יורה Yoreh Yoreh – ידין ידין Yadin Yadin. Er wird einer der großen [Rabbiner] unserer Generation sein und viele werden im Licht der Tora wandeln.  Die Gemeinde, die ihn als Rabbiner und Lehrer haben wird, wird glücklich sein.